# Liste von Seen in Rheinland-Pfalz

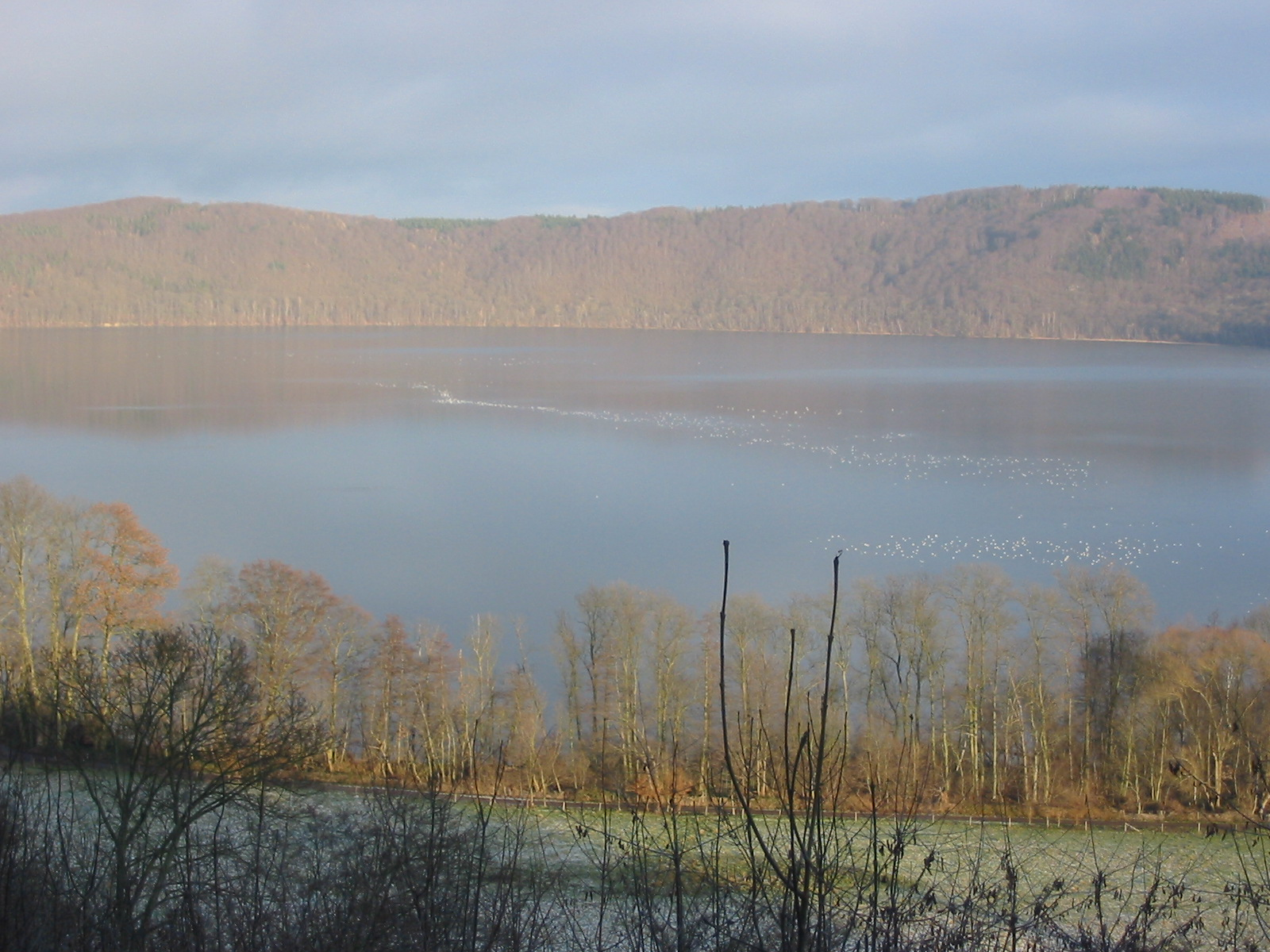
Laacher See im Winter

Die Seen in Rheinland-Pfalz verteilen sich auf einzelne Regionen des Landes Rheinland-Pfalz, die nachfolgend von West nach Ost und Nord nach Süd aufgeführt sind. Die Werte hinter den Namen geben die ungefähre Seefläche wieder, die teilweise jahreszeitlichen Schwankungen unterliegt.

## Eifel

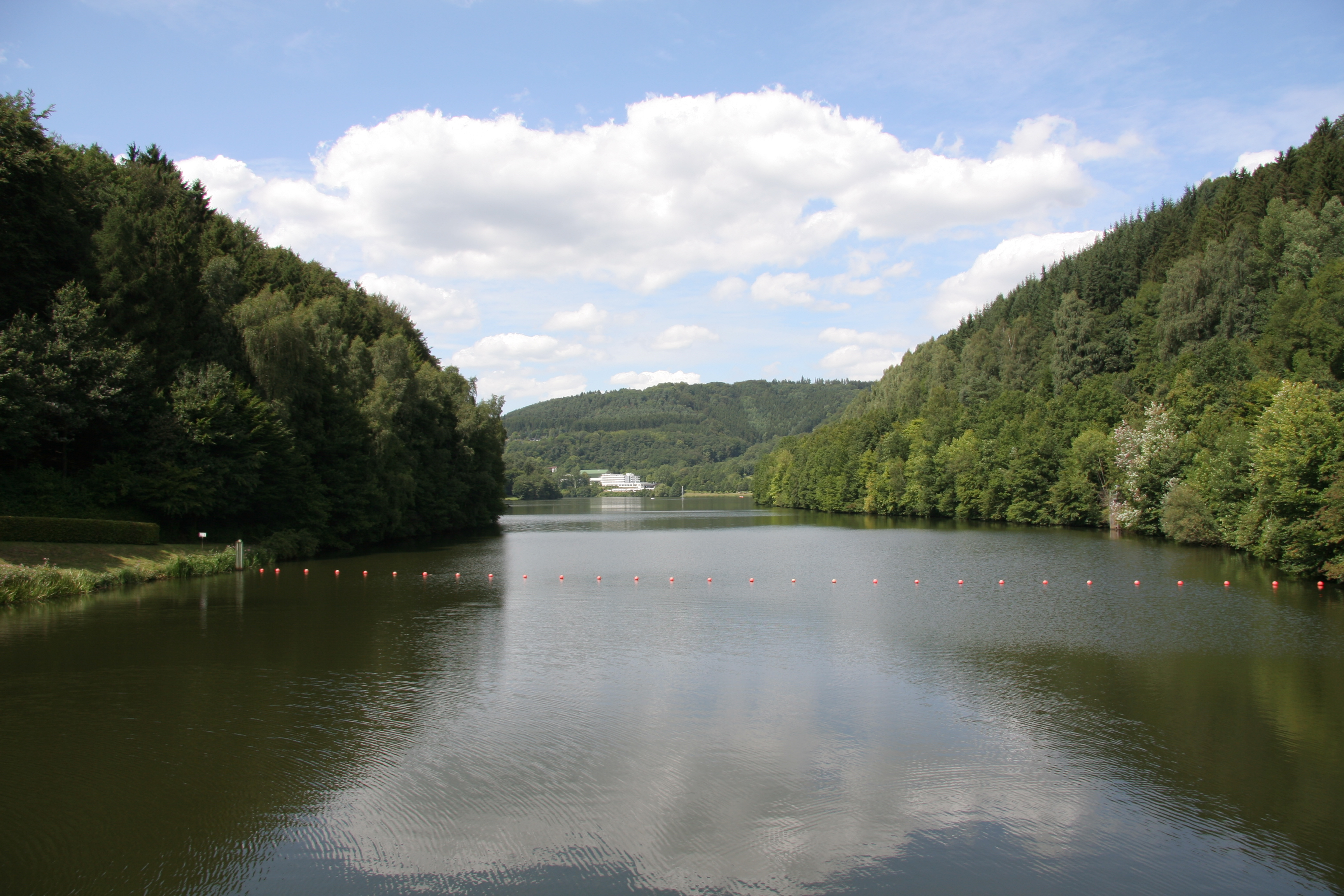
Bitburger Stausee

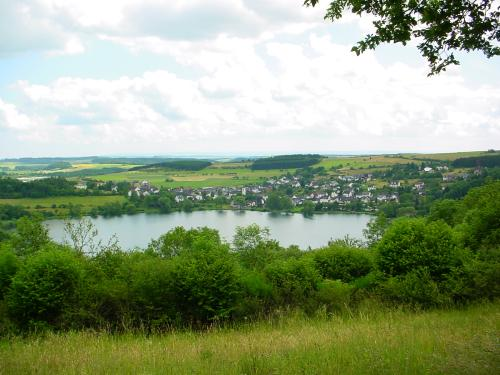
Schalkenmehrener Maar

In der Eifel liegen vor allem Maare, aber auch Krater- und Stauseen. Die Maare und Kraterseen entstanden vor mehr als zehntausend Jahren bei einzelnen örtlich beschränkten Eruptionen vulkanischer Gase.
- Bitburger Stausee (Stausee der Prüm)
- Dreiser Weiher (Maar)
- Dürres Maar (Maar)
- Eichholzmaar (Maar)
- Gemündener Maar (Maar)
- Holzmaar (Maar)
- Kronenburger See (Stausee der Kyll)
- Laacher See (Kratersee)
- Meerfelder Maar (Maar)
- Pulvermaar (Maar)
- Schalkenmehrener Maar (Maar)
- Sterenbachsee (Stausee des Sterenbachs)
- Ulmener Maar (Maar)
- Waldsee bei Rieden (Stausee des Rehbachs)
- Weinfelder Maar oder Totenmaar (Maar)
- Windsborn-Kratersee

## Westerwald

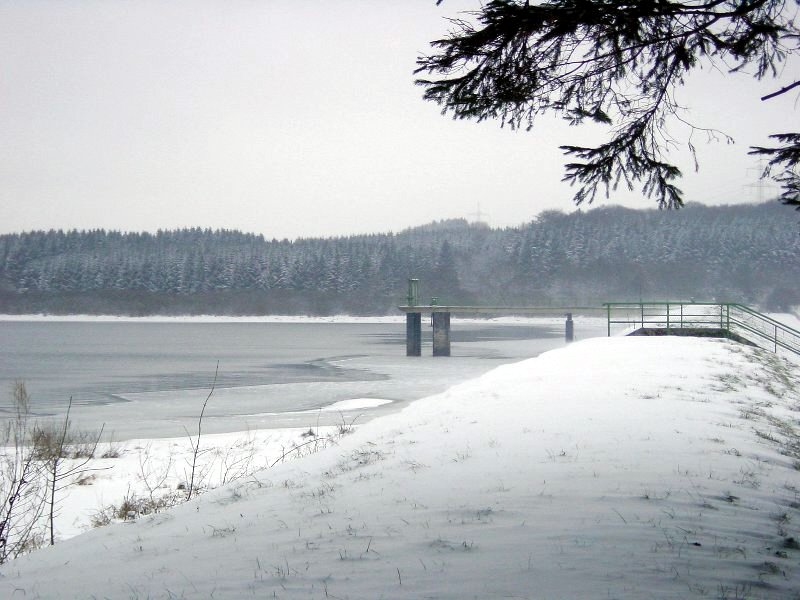
Stausee und Staudamm der Krombachtalsperre

In Sumpfgebieten des Westerwaldes wurden vor Jahrhunderten große Fischteiche angelegt, die heute wie Naturseen wirken. Es gibt auch einige Stauseen im Verlauf größerer Fließgewässer.
- Blauer See, 1 ha (mit Wasser gefüllter ehemaliger Basaltsteinbruch)
- Brinkenweiher, 21 ha (Westerwälder Seenplatte)
- Dreifelder Weiher oder Seeweiher, 123 ha (Westerwälder Seenplatte)
- Elkenrother Weiher, 8 ha (Stausee des Elbbachs)
- Haidenweiher, 30 ha (Westerwälder Seenplatte)
- Hausweiher, 10 ha (Westerwälder Seenplatte)
- Herthasee, 6 ha (Stausee des Waselbach-Ursprungs im Naturpark Nassau)
- Hofmannsweiher, 16 ha (Westerwälder Seenplatte)
- Krombachtalsperre, 1 km² (Stausee des Rehbachs und des Krombachs)
- Postweiher, 13 ha (Westerwälder Seenplatte)
- Seeweiher, 13 ha (Stausee des Vöhlerbachs)
- Waldsee, 10 ha (Stausee des Grenzbachs)
- Wiesensee, 80 ha (Stausee des Seebachs und des Hüttenbachs)
- Wölferlinger Weiher, 1 ha (Westerwälder Seenplatte)

## Hunsrück

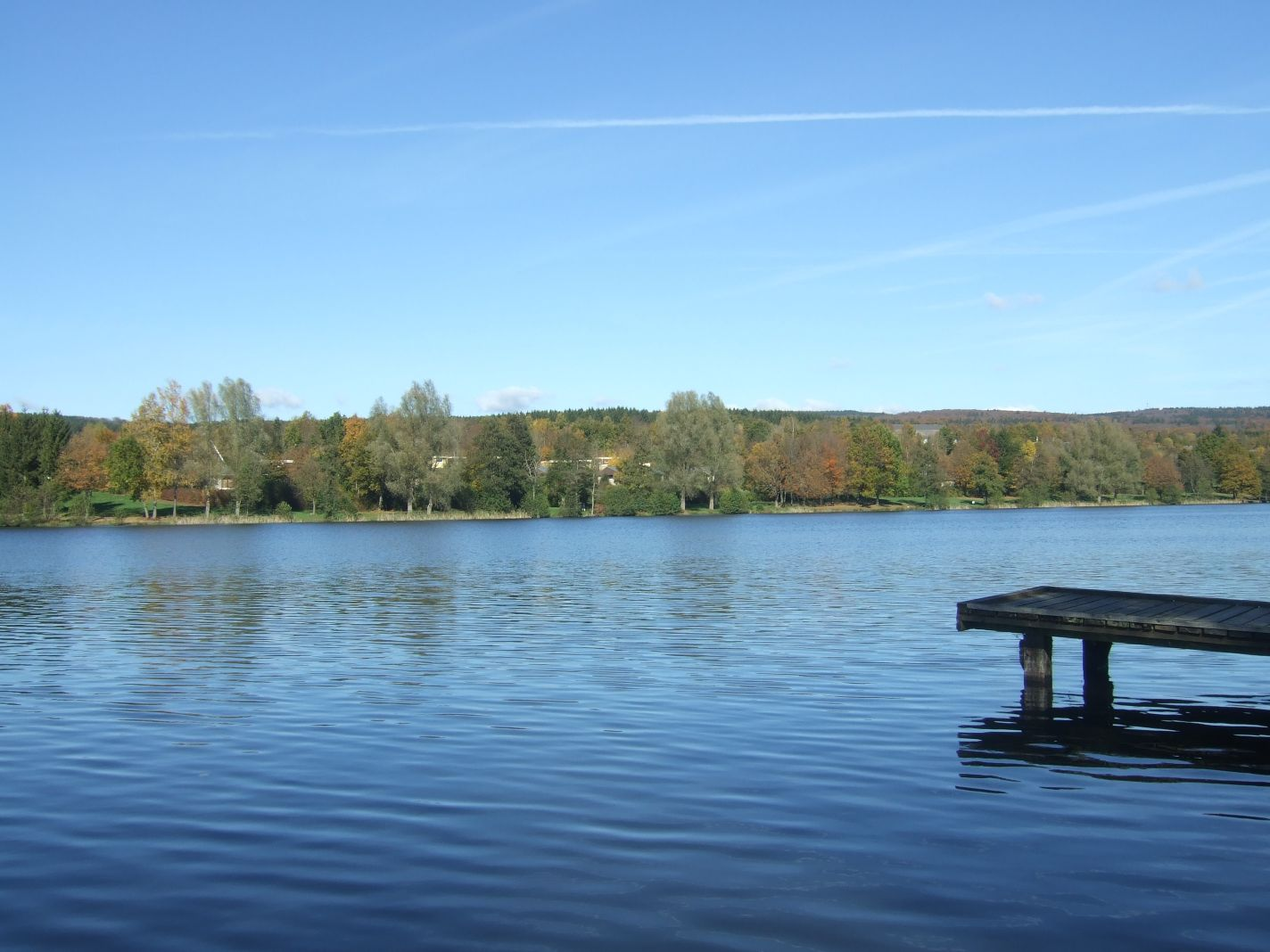
Keller Stausee

In den engen Tälern des Hunsrücks wurden zur Sicherstellung der Wasserversorgung (auch außerhalb des Gebirges, z. B. der Stadt Trier) mithilfe von Talsperren Stauseen geschaffen. Im weiteren Sinne gehören zum Hunsrück auch die Flächen rechts der Mosel.
- Dhrontal-Stausee (Stausee der Kleinen Dhron)
- Keller Stausee (Stausee der Ruwer)
- Kiesgruben bei Kenn und Trier-Ruwer nahe der Mosel, siehe: Kenner Flur
- Stausee Niederhausen (Stausee der Nahe)
- Riveris-Stausee (Stausee der Riveris)
- Steinbach-Stausee (Stausee des Steinbachs)
- Triolago, künstlicher See rechts der Mosel bei Riol

## Landstuhler Bruch
Die Moorniederung Landstuhler Bruch, längst trockengelegt, erhielt einen Stausee, um den Freizeitwert der Region zu erhöhen. Ein zweiter See ergab sich aus Sandabbau.
- Ohmbachsee, 15 ha (Stausee des Ohmbachs)
- Silbersee, 5 ha (Baggersee zwischen Kindsbach und Landstuhl, um 1960 beim Sandabbau für den Autobahnbau entstanden)

## Rheinebene

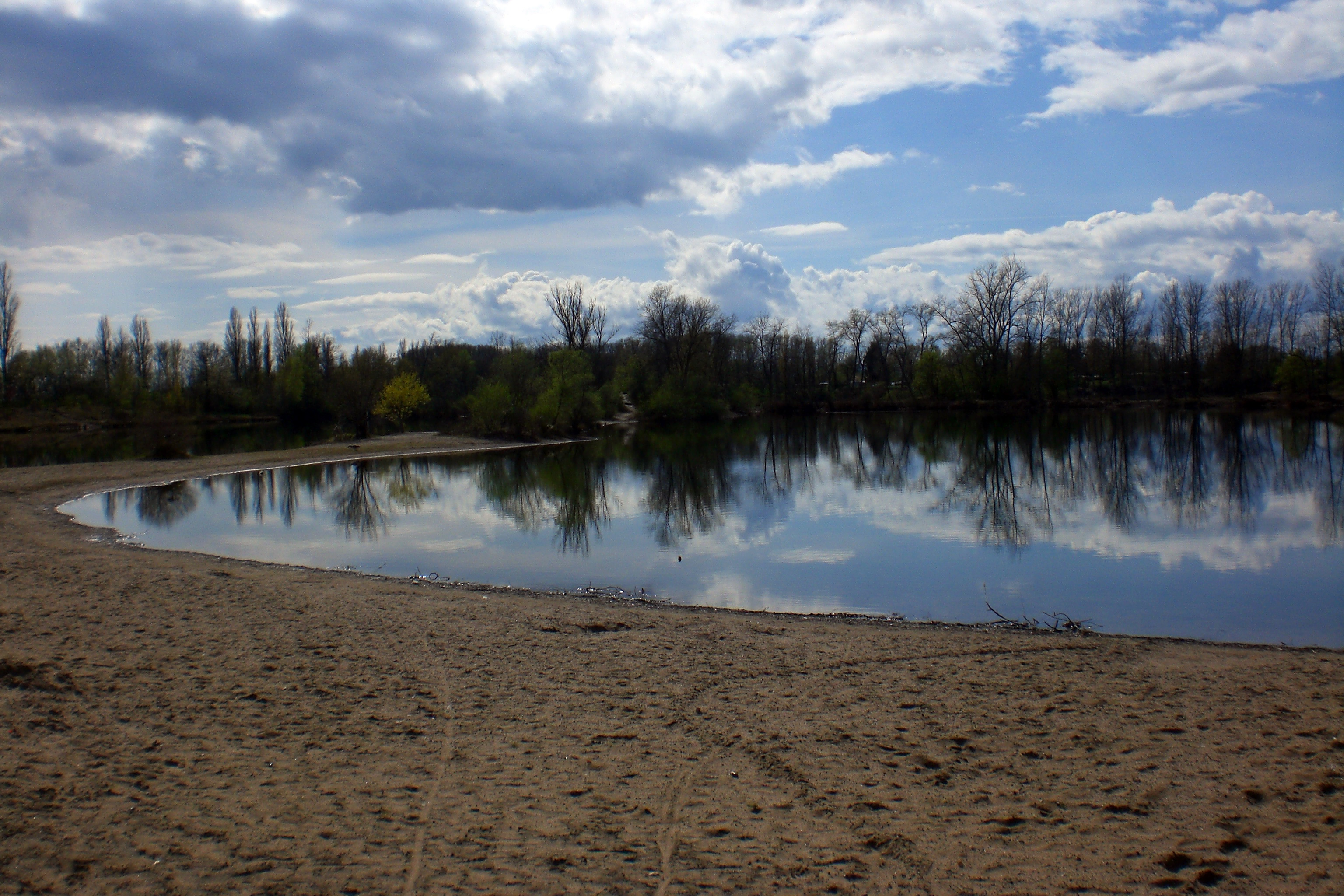
Blaue Adria bei Altrip

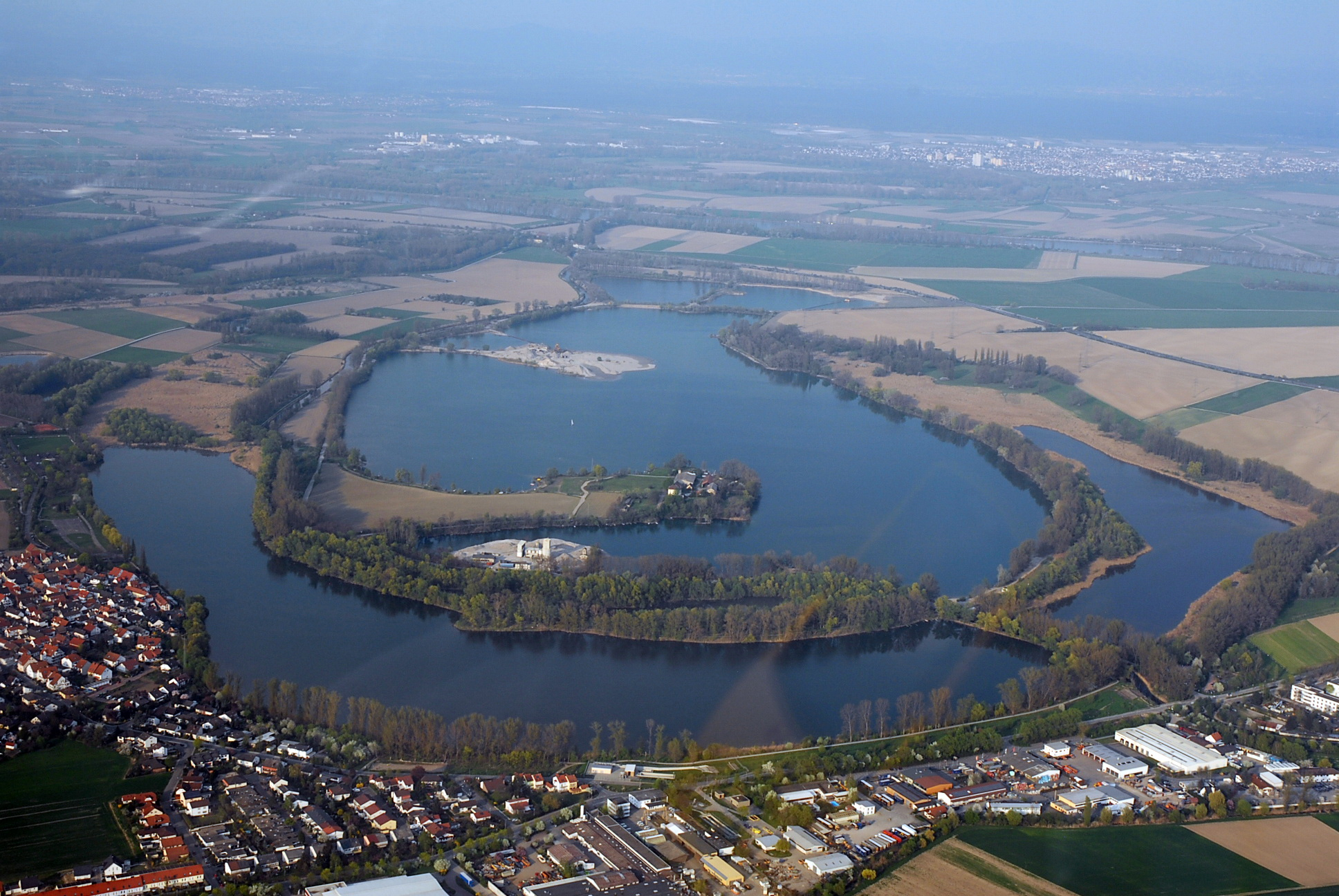
Silbersee Roxheim (hinter dem Altrhein)

Im zu Rheinland-Pfalz gehörenden Nordwestteil der Rheinebene gab es keine Naturseen. Bei der Ausbeutung von Sand- und Kiesbänken, teilweise in Altrheinarmen, entstanden Baggerseen. Vereinzelt wurden auch kleine Wasserläufe gestaut, um Bademöglichkeiten außerhalb von Schwimmbädern zu schaffen.
- Almensee (Baggersee bei Bad Dürkheim)
- Blaue Adria (Altrhein-Baggersee bei Altrip)
- Eicher See (Baggersee bei Eich mit intakter Verbindung zum Rhein)
- Ellerstadter Weiher (Baggersee bei Ellerstadt im Landschaftsschutzgebiet Heidewald)
- Jägerweiher (Altrhein-Baggersee bei Altrip)
- Kiefweiher (Altrhein-Baggersee bei Altrip)
- Kistnerweiher (Altrhein-Baggersee bei Altrip)
- Kühweiher (entstanden als Ausweitung des Schwabenbachs bei Gönnheim)
- Lambsheimer Weiher (Baggersee bei Lambsheim)
- Neuhofener Altrhein, auch Neuhöfer Altrhein (Altrhein-Baggersee bei Neuhofen)
- Niederwiesenweiher (Baggersee bei Böhl-Iggelheim)
- Pfarrwiesensee (Baggersee bei Gimbsheim)
- Silbersee Altrip (Altrhein-Baggersee bei Altrip)
- Silbersee Roxheim (Altrhein-Baggersee bei Bobenheim-Roxheim)
- Schlicht (Baggersee bei Waldsee/Neuhofen)
- Schwanenweiher (Altrhein-Baggersee bei Altrip)
- Wolfgangsee (Baggersee bei Neuhofen)

## Liste der größten Seen in Rheinland-Pfalz ab 20 ha
| Name                                         | Ort                    | Gebiet                       | Hektar |
| -------------------------------------------- | ---------------------- | ---------------------------- | ------ |
| Laacher See                                  | Glees                  | Mittelrheingebiet            | 332,52 |
| Otterstädter Altrhein                        | Waldsee                | Nördliches Oberrheintiefland | 262,34 |
| Angelhofer Altrhein                          | Otterstadt             | Nördliches Oberrheintiefland | 147,35 |
| Landeshafen Wörth                            | Wörth am Rhein         | Nördliches Oberrheintiefland | 140,41 |
| Berghäuser Altrhein, Kanal                   | Römerberg              | Nördliches Oberrheintiefland | 122,11 |
| Silbersee Roxheim                            | Bobenheim-Roxheim      | Nördliches Oberrheintiefland | 117,36 |
| Dreifelder Weiher                            | Steinebach an der Wied | Westerwald                   | 94,88  |
| Wiesensee                                    | Winnen                 | Westerwald                   | 80,64  |
| Krombachtalsperre                            | Rehe                   | Westerwald                   | 66,58  |
| Eicher See                                   | Eich                   | Nördliches Oberrheintiefland | 63,00  |
| Lingenfelder Altrhein, Schäferweiher         | Lingenfeld             | Nördliches Oberrheintiefland | 60,17  |
| Altrheinsee Eich                             | Eich                   | Nördliches Oberrheintiefland | 59,52  |
| Lingenfelder Altrhein, Altrheinschlinge      | Lingenfeld             | Nördliches Oberrheintiefland | 51,87  |
| Steinhäuserwühlsee                           | Speyer                 | Nördliches Oberrheintiefland | 49,82  |
| Leimersheimer Altrhein, Altrheinschlinge     | Leimersheim            | Nördliches Oberrheintiefland | 45,15  |
| Lingenfelder Altrhein, Kiefweiher            | Lingenfeld             | Nördliches Oberrheintiefland | 45,02  |
| Kiefweiher                                   | Ludwigshafen am Rhein  | Nördliches Oberrheintiefland | 43,55  |
| Jockgrimer Altrhein                          | Jockgrim               | Nördliches Oberrheintiefland | 43,00  |
| Sondernheimer Altrhein                       | Leimersheim            | Nördliches Oberrheintiefland | 38,04  |
| Neuhofener Altrhein, Baggersee im Ochsenfeld | Neuhofen               | Nördliches Oberrheintiefland | 36,52  |
| Roxheimer Altrhein, Vorderer                 | Bobenheim-Roxheim      | Nördliches Oberrheintiefland | 34,32  |
| Pulvermaar                                   | Gillenfeld             | Osteifel                     | 33,63  |
| Mechtersheimer Tongruben                     | Römerberg              | Nördliches Oberrheintiefland | 33,07  |
| Stausee Bitburg                              | Wiersdorf              | Westeifel                    | 30,86  |
| Baggersee Goldgrund                          | Wörth am Rhein         | Nördliches Oberrheintiefland | 30,65  |
| Baggersee Willersinn II und III              | Lingenfeld             | Nördliches Oberrheintiefland | 30,29  |
| Baggersee Angelwald                          | Otterstadt             | Nördliches Oberrheintiefland | 29,94  |
| Neupotzer Altrhein, Baggersee                | Neupotz                | Nördliches Oberrheintiefland | 29,52  |
| Leimersheimer Altrhein, Baggersee Karlskopf  | Leimersheim            | Nördliches Oberrheintiefland | 27,64  |
| Mechtersheimer Altrhein                      | Römerberg              | Nördliches Oberrheintiefland | 26,48  |
| Schlicht                                     | Waldsee                | Nördliches Oberrheintiefland | 26,13  |
| Meerfelder Maar                              | Meerfeld               | Osteifel                     | 26,12  |
| Jungferweiher                                | Ulmen                  | Osteifel                     | 24,57  |
| Johanneswiese                                | Jockgrim               | Nördliches Oberrheintiefland | 22,89  |
| Goldkehle                                    | Hagenbach              | Nördliches Oberrheintiefland | 22,35  |
| Baggersee Neuburg                            | Neuburg am Rhein       | Nördliches Oberrheintiefland | 22,15  |
| Badeweiher an der Altriper Straße            | Waldsee                | Nördliches Oberrheintiefland | 21,75  |
| Schalkenmehrener Maar                        | Schalkenmehren         | Osteifel                     | 21,71  |
| Binsfeldsee                                  | Speyer                 | Nördliches Oberrheintiefland | 20,74  |
| Kuhuntersee                                  | Speyer                 | Nördliches Oberrheintiefland | 20,16  |

Quelle: siehe Weblinks